# Bernd Waas
Bernd Waas (* 13. Dezember 1960) ist ein deutscher Rechtswissenschaftler und Hochschullehrer an der Johann Wolfgang Goethe-Universität Frankfurt am Main.

## Leben
Waas studierte Rechtswissenschaften an den Universitäten Tübingen und München. 1986 erwarb er sein Erstes Juristisches Staatsexamen, 1989 nach dem Referendariat das Zweite. Anschließend war er als wissenschaftlicher Mitarbeiter am Institut für Arbeitsrecht und Arbeitsbeziehungen in der Europäischen Gemeinschaft (IAAEG) Universität Trier tätig. Dort wurde er 1992 unter Betreuung von Rolf Birk mit einer Arbeit über das Konzernarbeitsrecht in Großbritannien zum Dr. iur. promoviert. 1998 wurde er akademischer Oberrat an der Universität Trier. Nach von der Alexander von Humboldt-Stiftung und der DFG geförderten Forschungsaufenthalten in Johannesburg und Leiden schloss Waas 2002 sein Habilitationsverfahren in Trier mit der bislang unveröffentlichten Schrift Die Tarifgebundenheit ab und erhielt die Venia legendi für die Fächer Arbeitsrecht, bürgerliches Recht und Rechtsvergleichung.
Nach einer zunächst vorläufigen Lehrstuhlvertretung hatte er ab 2004 den Lehrstuhl für Bürgerliches Recht, Arbeitsrecht und Rechtsvergleichung an der Fernuniversität in Hagen inne und war Direktor des dortigen Instituts für deutsches und europäisches Arbeits- und Sozialrecht. 2009 wechselte Waas auf den Lehrstuhl für Arbeitsrecht und Bürgerliches Recht unter Berücksichtigung der europäischen und internationalen Bezüge des Arbeitsrechts der Universität Frankfurt am Main, den er seitdem innehat.

## Werk
Waas’ Forschungsschwerpunkte liegen vor allem in der Arbeitsrechtsvergleichung sowie dem europäischen Arbeitsrecht.
- Konzernarbeitsrecht in Großbritannien. Nomos, Baden-Baden 1993, ISBN 978-3-7890-3011-6 (Dissertation).
- Tarifkonkurrenz und Tarifpluralität. Nomos, Baden-Baden 1999, ISBN 978-3-7890-6236-0.
- Tarifvertrag und Betriebsübergang – Die Fortgeltung tarifvertraglicher Regelungen beim Betriebsübergang gem. § 613a Abs. 1 S. 2–4 BGB. Nomos, Baden-Baden 1999.
- Drittwirkungen der Friedenspflicht – Die tarifvertragliche Rechtsstellung des verbandsangehörigen Arbeitgebers im Arbeitskampf. Duncker & Humblot, Berlin 2001, ISBN 978-3-428-10584-7.
- Modell Holland? – Flexibilität und Sicherheit im Arbeitsrecht der Niederlande. Nomos, Baden-Baden 2003, ISBN 978-3-8329-0284-1.
- mit Werner Sesselmeier und Lothar Funk: Arbeitsmarkttheorien – Eine ökonomisch-juristische Einführung. 3. Auflage. Springer, Berlin 2010, ISBN 978-3-7908-1789-8.
- Geschlechterquoten für die Besetzung der Leitungsgremien von Unternehmen – Bewertung der aktuellen Entwürfe aus unionsrechtlicher und rechtsvergleichender Sicht. Saarbrücker Verlag für Rechtswissenschaften, Saarbrücken 2012, ISBN 978-3-86194-080-7.
- Betriebsrat und Arbeitszeit, Pauschale Abgeltung und Freistellungen über das Gesetz hinaus. Saarbrücker Verlag für Rechtswissenschaften, Saarbrücken 2012, ISBN 978-3-86194-092-0.
- mit Wolfgang Grunsky, Martina Benecke und Stefan Greiner: Arbeitsgerichtsgesetz: ArbGG – Kommentar. 8. Auflage. Vahlen, München 2014, ISBN 978-3-8006-4659-3.